# Энтероцит бескаёмчатый
Энтероци́т бескаёмчатый (лат. enterocytus alimbatus; синонимы: клетки бескаёмчатые, недифференцированные клетки крипт) — недифференцированные бескаёмчатые клетки крипт эпителия кишечника. Имеют призматическую форму и базально расположенные ядра. Бескаёмчатые энтероциты способны к пролиферации (размножению) и при миграции на кишечную ворсинку могут скачкообразно дифференцироваться в каёмчатые энтероциты и в бокаловидные клетки.
Микроворсинки бескаёмчатых энтероцитов, короткие, широкие, разной длины и формы. Их количество заметно меньше, чем у энтероцитов каёмчатых. Вместе с бокаловидными составляют большинство клеток в либеркюновых криптах.
Бескаёмчатые энтероциты имеют развитый аппарат Гольджи. В апикальной части бескаёмчатых энтероцитов имеются заполненные гранулы, секретируемые в просвет кишечных желёз апокриновым или миокриновым образом.